# 二十家子镇 (公主岭市)
二十家子镇，是中华人民共和国吉林省长春市公主岭市下辖的一个乡镇级行政单位。

## 行政区划
二十家子镇下辖以下地区：
二十家子社区、猴石村、全结村、解放村、小顶山村、二十家子村、高台子村、西地村、南山村和小山村。